# Beto Orlando
Beto Orlando (Las Flores, Buenos Aires, Argentina; 4 de septiembre de 1946) es un cantante argentino, cuyos éxitos fueron conocidos en los años setenta, ochenta y noventa. Hijo de María Delgado y de Francisco Otero.

## Primeros años de vida
Beto Orlando, cuyo verdadero nombre es Alberto Orlando Otero, nació el 4 de septiembre de 1946 en la ciudad de Las Flores, en el interior de la Provincia de Buenos Aires. A los 7 años se trasladó con sus padres a la ciudad de La Plata donde reside actualmente. Su padre, Francisco Otero, músico amateur, y su madre, María Delgado, ama de casa, hijo menor de 5 hermanos. Desde muy chico se interesó por la música acompañándose con su guitarra cantando en las escuelas y en distintos lugares. A los 18 años forma parte de un conjunto folklórico llamado Los Labradores, con los cuales actuó en distintos escenarios del país. Con el correr del tiempo se interesó por la música romántica tratando de imitar a su ídolo de momento Yaco Monti.

## Matrimonio e hijos
Está casado y es padre de dos hijos, los dos son cantantes, Sebastián y Belén Otero.

## Trayectoria artística
Cuando formó el grupo Los 4 Soles, con el que recorrió distintas ciudades de la Argentina. En febrero de 1971 actuando en el Club Estudiantes de La Plata lo descubre un representante muy reconocido en el ambiente artístico y se interesó por su estilo de voz.
y por el grupo, ofreciendo grabar su primer simple que se llamó "No me des tu Adiós mi Amor" , en carrera muy ascendente desde el comienzo Beto Orlando y Los 4 Soles vendieron para la compañía EMI la suma de 100 mil unidades de su segundo éxito que se llamó Dios del Olvido por el cual recibieron su primer Disco de Oro. En marzo de 1973 le ofrecen grabar como solista su primer álbum que se llamó "Solamente Beto Orlando". Interviene en ese entonces en el Festival de la Canción en la República Oriental del Uruguay consiguiendo el primer puesto con el tema "Si Te Ofendí, Perdóname". El mismo año viaja a España para grabar un álbum llamado "El Triunfador", fue grabado en Barcelona con la dirección del maestro Alfredo Doménech. A partir de ese año continuó trabajando en distintos países de habla hispana. En la actualidad está presentando su último álbum, "El Romántico de Siempre" y en su show personal presenta a su hijo Sebastián Otero con el cual comparten el escenario y un álbum llamado "Herencia Romántica" con un gran éxito en público y en venta de disco.

Discográficamente se inicia en 1971 fichó para EMI. Su primer álbum para esta compañía, fue ese mismo año y tuvo mucho éxito en Latinoamérica.

Beto Orlando en un show

## Consagrado en Uruguay

Beto Orlando junto a sus hijos Belén Otero y Sebastián Otero, con quienes suele compartir los mismos escenarios

Beto Orlando junto a Oscar "Chaqueño" Palavecino

Beto Orlando festejo sus 70 años de vida junto a sus fans, familiares y amigos, entre ellos, su ahijado artístico, el periodista de Radio El Mundo, Marcelo Gopar

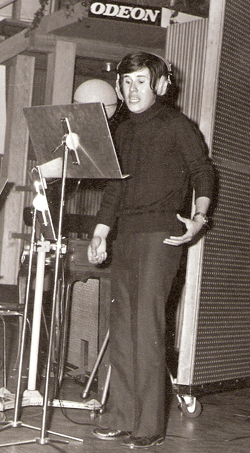
Beto Orlando en los estudios de EMI.

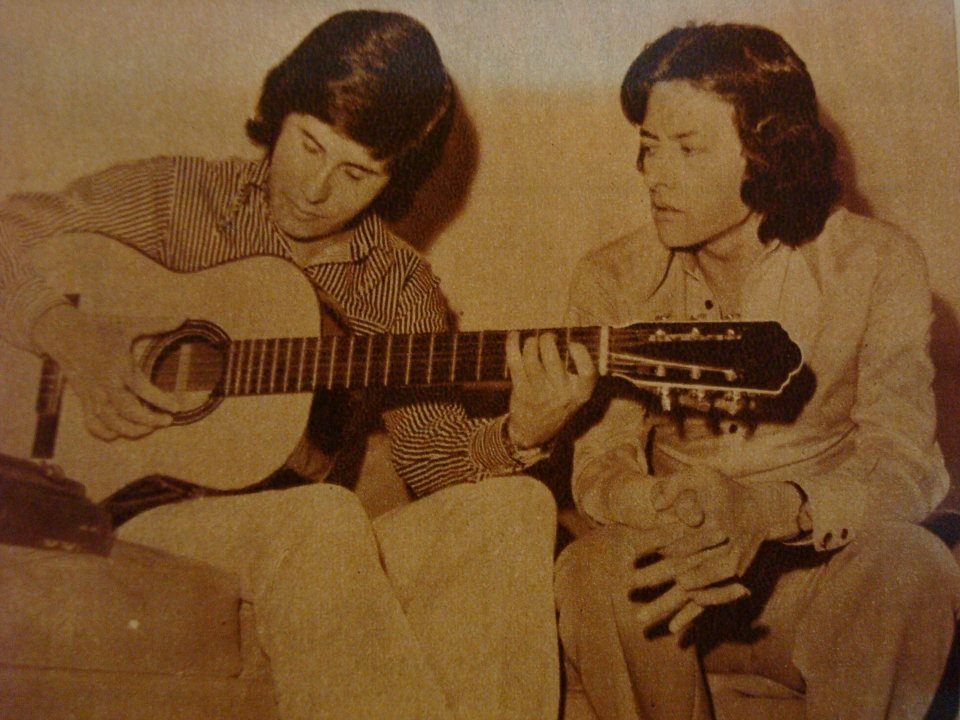
Beto Orlando, a mediados de los 70, junto a Palito Ortega

En el año 1974 Beto Orlando gana el primer puesto en el prestigioso festival de la canción "De Costa a Costa" en la ciudad de Piriápolis, República Oriental del Uruguay con el tema "Si te Ofendí, Perdóname", donde fue ovacionado por el público. Ese mismo día participó también en el festival la cantante argentina Valeria Lynch, entre muchos otros cantantes de distintos países de Latinoamérica.

## Premios por ventas de discos
Disco de Oro por el tema "Dios del Olvido", grabado en 1972. En 1973 recibe el Disco de Oro  por la venta de más de un millón de discos. En el año 2005 recibe otro Disco de Oro por su álbum "Herencia Romántica" en donde participa su hijo Sebastián Otero.

## La actualidad del artista
- En la actualidad Beto Orlando es uno de los artistas populares más requerido y solicitado por todo tipo de espectáculos y eventos; esto se debe a la humildad, respeto y profesionalismo con que ha sabido manejar su carrera a lo largo de su extensa trayectoria. Beto Orlando es una persona que supo construir una familia bien constituida a la que le da prioridad en su vida. Ama con toda su alma a sus hijos, Belén y Sebastián, con quienes suele compartir los mismos escenarios, también le dedica mucho tiempo a estar y disfrutar de sus tres nietos, Matías, Lionel y Benjamin, viviendo con ellos, los mejores momentos familiares, y afectuosos. Beto Orlando es un gran amigo de sus amigos, admirado y respetado por sus colegas, e inclusive de otros géneros, como es el caso del Chaqueño Palavecino, uno de los mayores exponentes del folklore argentino. El Chaqueño desde que era un simple chofer de micros de larga distancia escuchaba las canciones de Beto Orlando durante sus recorridos, y en la actualidad lo sigue haciendo cuando sale de gira con sus músicos. Es tanta su admiración por Beto Orlando que en el año 2003 lo invito a participar de una canción titulada "Pregón Misionero" que está incluida en el álbum  “Juan de la Calle”. Después de esta grabación compartieron muchas veces el mismo escenario y cantaron a dueto varias canciones en distintos festivales.

Beto Orlando en un show en La Plata

Beto Orlando en la actualidad

El cantante Beto Orlando en uno de sus shows

## Discografía
- 1971: Los Cuatro Soles. Canta Beto Orlando - EMI ODEON
- 1972: Beto Orlando con Los Cuatro Soles - EMI ODEON
- 1973: Solamente... - EMI ODEON
- 1974: El Triunfador - EMI ODEON
- 1975: Todo mi Cariño - EMI ODEON
- 1977: Romántico... - EMI ODEON
- 1977: Con Amor - EMI ODEON
- 1977: Encuentro - EMI ODEON
- 1978: Todo Corazón - EMI ODEON
- 1979: Para ti, mi Querida Amiga - EMI ODEON
- 1980: Nuestro Juramento - EMI ODEON
- 1980: Grandes Éxitos de Beto Orlando - EMI ODEON
- 1981: Boleros. Vol.2 - EMI ODEON
- 1981: Simplemente yo Soy - EMI ODEON
- 1982: Yo te Invito Amor - EMI ODEON
- 1983: A la Hora de Brindar - EMI ODEON
- 1984: Voy a Embriagarme de Amor - EMI ODEON
- 1985: Como Siempre - EMI ODEON
- 1986: Como te va mi Amor - MICROFON ARGENTINA S.A.
- 1987: El Príncipe - MICROFON ARGENTINA S.A.
- 1999: El Super Bailable
- 1989: Cuando el Amor se Va - MUSICA & MARKETING S.A.
- 1990: Beto Orlando y sus 4 Soles - SONY MUSIC
- 1994: Beto Orlando "En el Romance"`
- 1995: Himno al Amor
- 1996: Abrázame Fuerte mi Amor
- 1996: Me Bebí tu Recuerdo
- 1997: Crónica de Colección - SONY MUSIC
- 1998: 16 Grandes Éxitos - RIO MUSIC
- 2000: Beto Orlando con Los Cuatro Soles - EMI ODEON
- 2002: Viva el Amor - OV MUSICA
- 2003: Grandes Éxitos - EMI ODEON
- 2003: 20 Grandes Éxitos - SONY MUSIC
- 2005: Herencia Romántica. (junto a Sebastián Otero) - PRO COM S.R.L.
- 2006: El Romántico de Siempre - PRO COM S.R.L.
- 2008: 37 Años Después Recordando a Los 4 Soles - GARRA RECORDS
- 2009: El Último Romántico - GLD DISTRIBUIDORA S.A.
- 2010: 20 Grandes Éxitos - Solo lo mejor - GARRA RECORDS
- 2010: Por Siempre Amo y Señor - GLD DISTRIBUIDORA S.A.
- 2011: 20 Superéxitos Originales - DISTRIBUIDORA FORGÓN MÚSICA S.R.L.
- 2011: Viva la Música - AMERICAN ARGENTINA

## Simples/Singles/Promocionales
- 1971: "Porque te quiero, amor / No me des tu adiós mi amor" (Simple) - EMI ODEON
- 1972: "Abrázame fuerte / Después de ti" (Simple) - EMI ODEON
- 1973: "Si te ofendí, perdóname / Nos toca despedirnos" (Simple) - EMI ODEON
- 1975: "Gracias mamá por todas esas cosas / Regalito" - EMI ODEON
- 1975: "Un hombre triste / Quiéreme, bésame y vamos" (Simple) - EMI ODEON
- 1975: "Me quedé solo y triste / Hoy me toca llorar a mi" (Simple) - EMI ODEON
- 1976: "Venecia sin ti / Joven, dulce y bonita" (Simple) - EMI ODEON
- 1979: "Celoso / Después de ti la nada" (Simple) - EMI ODEON
- 1979: "Delirio / Déjate de recuerdos" (Simple) - EMI ODEON
- 1981: "Ahora vivo de recuerdos / Gracias a tu gran amor" (Simple) - EMI ODEON
- 1985: "Veinticinco rosas / Como te va mi amor" (Simple) - MICROFON
- 1986: "Rumores / El vals de la mentira" (Simple) - MICROFON
- 1992: "Angélica / Dios a la una" (Simple) - SONY MUSIC

## Los éxitos que marcaron su carrera
- Dios del Olvido
- Aquellos Besos que te di
- No me des tu Adiós mi Amor
- Tu Eres mi Destino
- Doce rosas
- Himno al Amor
- Venecia sin Ti
- Tu Mundo y el Mío
- Joven Dulce y Bonita
- Ansiedad
- Porque te Quiero Hasta el Delirio
- Quiero Volverte a Tener
- Abrázame Fuerte mi Amor
- Porque Diste Vuelta la Cara
- Te LLevo en lo Profundo de mi Ser
- Mira que Luna
- Quien es que Golpea mi Puerta
- Nuestro Juramento
- Ahora Vivo de Recuerdos
- Dalila
- Veinticinco Rosas

Entre muchos otros.

## Enlaces de artículos en la web
- http://www.la1370.com.ar/BetoOrlando.htm Archivado el 4 de marzo de 2016 en Wayback Machine.
- https://web.archive.org/web/20100924231457/http://www.argentinamusicashow.com.ar/BetoOrlando.htm
- http://www.la1370.com.ar/Beto-Orlando.htm Archivado el 30 de octubre de 2012 en Wayback Machine.

## Enlaces de videos
- http://www.youtube.com/watch?v=Bti8KXlrUcs
- http://www.youtube.com/watch?v=n4blnkoDPXw
- http://www.youtube.com/watch?v=oYz4ySiAg5o
- http://www.youtube.com/watch?v=WdIndmC4blU
- http://www.youtube.com/watch?v=2gWKD8phfiU
- http://www.youtube.com/watch?NR=1&v=rQE71-uz0dE&feature=endscreen

## Galería de fotos

El cantante Beto Orlando en uno de sus shows
Beto Orlando en una de sus presentaciones
El cantante argentino Beto Orlando
Beto Orlando 2013

- Datos: Q8247241
- Multimedia: Beto Orlando / Q8247241